# Nototriche nigrescens
Nototriche nigrescens är en malvaväxtart som beskrevs av Arthur William Hill. Nototriche nigrescens ingår i släktet Nototriche och familjen malvaväxter. Inga underarter finns listade i Catalogue of Life.